# Willi Stiasny
Willi Stiasny (um 1899 – nach 1950) war ein deutscher Archivar.

## Stiasny-Archiv
Stiasny begann gegen Ende 1915 im Alter von 16 Jahren eine Tätigkeit bei den AGO Flugzeugwerken. Später arbeitete er bei der LVG und den Rumpler-Werken. Ab etwa 1916 sammelte er Materialien zur Luftfahrt. Später, nach dem Ersten Weltkrieg, betreute er viele Jahre lang die offiziellen Luftfahrtarchive in Berlin: beim Aero-Club, in der „Wissenschaftlichen Gesellschaft für Luftfahrt“ und danach als Archivar im ehemaligen Luftfahrtministerium, wo die Archive zusammengefasst wurden. In dieser Zeit fertigte Stiasny auch Aufzeichnungen über die Sammlung des Luftfahrtpublizisten und ehemaligen Luftschiffers Hermann Moedebeck an. 1936 veröffentlichte er das Buch Flug durch Muskelkraft. Heute befindet sich sein Archiv, das die Geschichte der Luftfahrt von 1908 bis etwa zum Zweiten Weltkrieg umfasst, in den Beständen des Deutschen Technikmuseums in Berlin. Willi Stiasny wurde 1944 nach Auschwitz-Birkenau deportiert. In den 1950er Jahren lebte er noch.